# Pacific Airlines
Pacific Airlines (von 2008 bis 2020 Jetstar Pacific Airlines) ist eine vietnamesische Billigfluggesellschaft mit Sitz in Ho-Chi-Minh-Stadt und Basis auf dem Flughafen Tan-Son-Nhat. Sie ist eine Tochtergesellschaft von Vietnam Airlines und Qantas und gehörte bis 2020 zur Jetstar Group.

## Geschichte

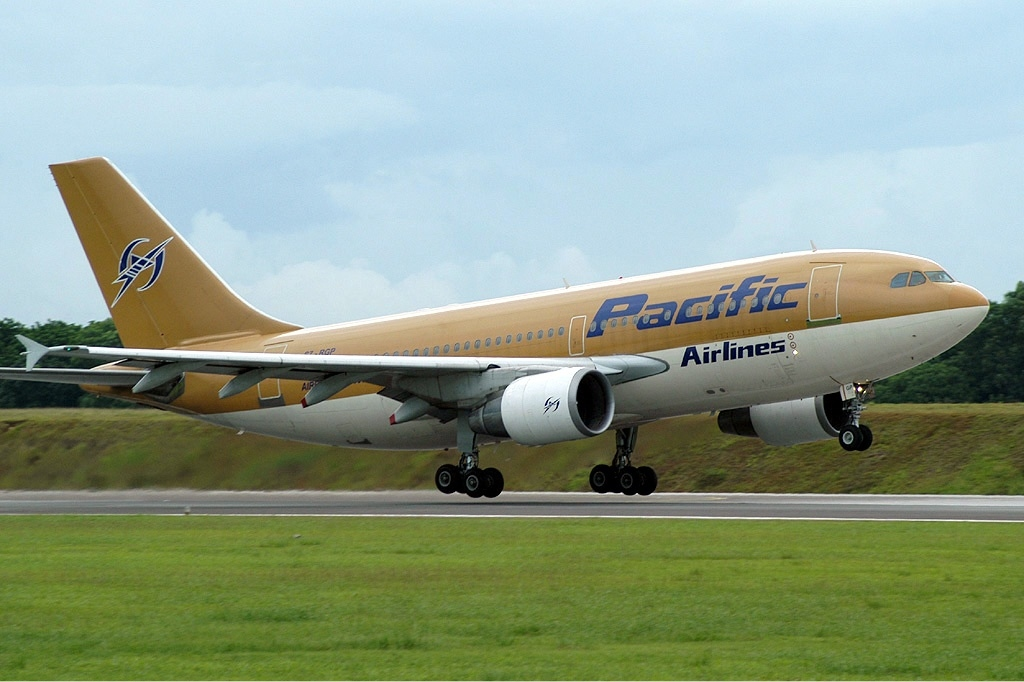
Airbus A310-300 der Pacific Airlines im Jahr 2002

Jetstar Pacific wurde durch einen Beschluss der vietnamesischen Regierung im Jahre 1991 als Pacific Airlines gegründet. Ab 1996 flog sie unter dem Dach der Vietnam Airlines Corporation. 2005 erreichte die Fluggesellschaft wieder ihre Eigenständigkeit und versuchte darauf, sich als erste vietnamesische Fluggesellschaft im Billigflugsegment zu behaupten. Sie schrieb dabei jedoch große Verluste.
Kurz darauf stieg im Juni 2007 die australische Fluggesellschaft Qantas, die mit Jetstar einen Billigflugableger aufbaute, ins Geschäft ein und erwarb einen Anteil von 18 Prozent an der teilprivatisierten und defizitären Fluggesellschaft. Zu dieser Zeit war Pacific Airlines die zweitgrößte Fluggesellschaft im Land, was vor allem darauf zurückzuführen ist, dass Vietnam Airlines über ein Monopol verfügte.
Am 14. November 2007 bestellte die Qantas 40 Flugzeuge der Airbus-A320-Familie und sicherte sich weitere 40 Optionen. Die genaue Aufteilung zwischen Pacific Airlines, Jetstar Airways und Jetstar Asia Airways wurde anfangs nicht bekannt gegeben. Später wurde angekündigt, dass man plane, dass Jetstar Pacific bis 2014 insgesamt 15 Airbus A320 betreiben solle.
Im Mai 2008 wurde Pacific Airlines in Jetstar Pacific umbenannt. Dabei wurden IATA- und ICAO-Kürzel sowie ebenso das Rufzeichen beibehalten.
Im Dezember 2008 wurde wieder ein erster Airbus A320-200 eingeflottet; 2005 waren bei Pacific Airlines bereits Einheiten dieses Typs genutzt worden. Es handelt sich dabei um eine gebrauchte Maschine, die von Aircastle geleast wird. Das Flugzeug trug das Luftfahrzeugkennzeichen VN-A195 und hatte mit 180 Sitzplätzen die Maximalbestuhlung für diesen Flugzeugtyp.
2009 stieg der Qantas-Anteil an Jetstar Pacific auf 27 Prozent. Hauptaktionär mit einem Anteil von 70 Prozent war eine staatliche Investitionsgesellschaft SCIC (State Capital Investment Corporation) aus Vietnam. Die restlichen Anteile wurden von weiteren verschiedenen vietnamesischen Investoren gehalten. Jetstar Pacific war stark gewachsen und beförderte 2009 rund 2 Millionen Passagiere bei einem Sitzladefaktor von 85 Prozent. Dafür führte Jetstar Pacific täglich 42 Flüge durch, die Gewinnzone wurde trotzdem erreicht.
Bis Oktober 2011 war Jetstar Pacific nicht in der Lage, einen profitablen Flugbetrieb einzurichten. Für 2009 musste Jetstar Pacific ein Minus von 31 Millionen US-Dollar bilanzieren.
In den Jahren 2010 bis 2014 kamen im Rahmen von Leasingverträgen sechs weitere A320-200 zur Flotte, die meisten davon wurden zuvor bei anderen Betreibern eingesetzt. 2013 wurde die letzte Boeing 737-400 ausgeflottet und auf die bei Jetstar übliche Airbus-A320-Familie vereinheitlicht.
Seit Februar 2012 hält Vietnam Airlines 66,93 Prozent von Jetstar Pacific, 30 Prozent gehören der Qantas Group. Die restlichen Anteile werden von weiteren verschiedenen vietnamesischen Investoren gehalten.
Vietnam Airlines lässt die Firma weiter unter dem bisherigen Namen laufen und verfolgt damit eine Zwei-Marken-Strategie. Als ausländische Gesellschaft darf Qantas aus rechtlichen Gründen maximal 49 Prozent an einer vietnamesischen Fluggesellschaft halten. Die State Capital Investment Corporation hatte bereits 2008 die Regierung um Erlaubnis gebeten, ihre Anteile in Höhe von 70 Prozent wegen der hohen Defizite zu verkaufen.
Im Juni 2020 wurde die Umstrukturierung und Umbenennung in Pacific Airlines bekanntgegeben.
Am 19. März 2024 stellte Pacific Airlines vorläufig die Flüge ein, und retournierte die Flugzeuge an die Leasinggeber. In einem Statement wurde verlautbart: „Wird derzeit die Flotte und das Streckennetz umstrukturiert, um die betriebliche Effizienz sicherzustellen und zu verbessern“.

## Flugziele
Jetstar Pacific verbindet überwiegend ab Hanoi und Ho-Chi-Minh-Stadt 16 Städte innerhalb Vietnams miteinander. 
International werden die großen Metropolen Südostasiens angeflogen.
Darüber hinaus unterhält Jetstar Pacific Airlines Interline-Abkommen mit Air France-KLM, Cathay Pacific, Cathay Dragon, Finnair und Qatar Airways.

## Flotte

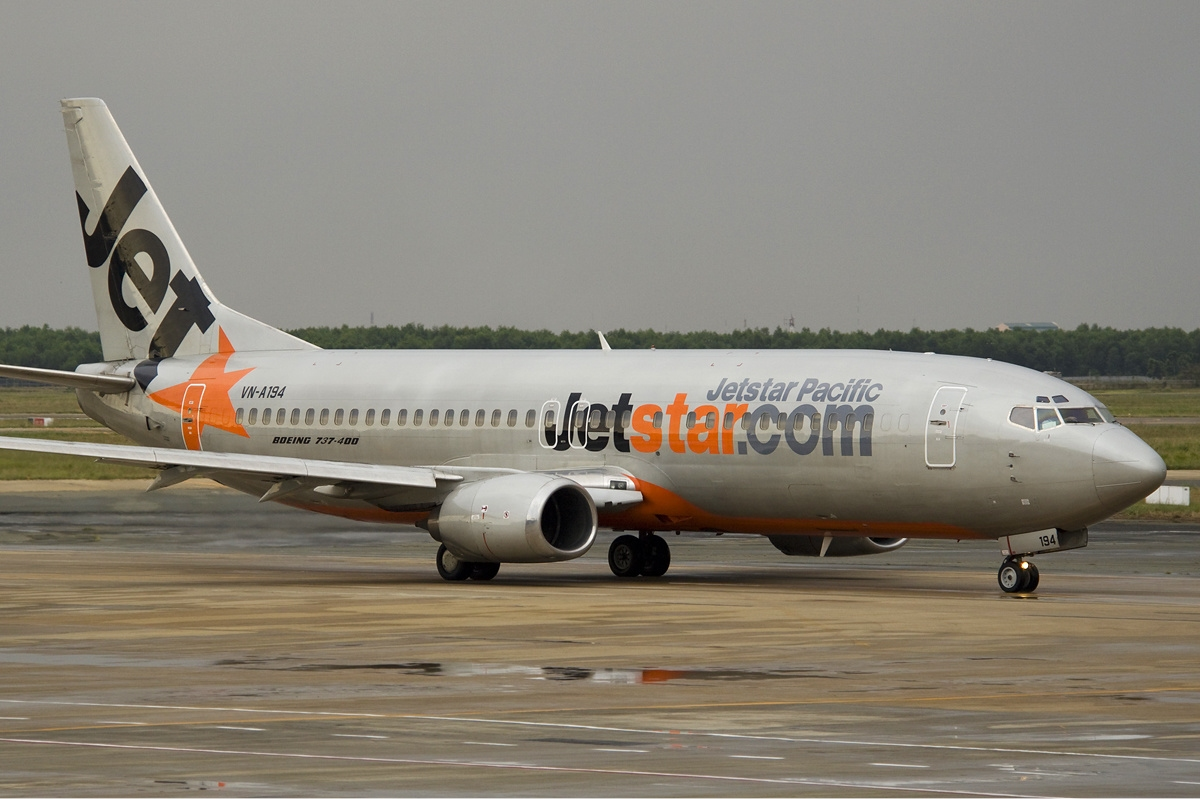
Boeing 737-400 der Jetstar Pacific im Jahr 2009

### Aktuelle Flotte
Mit Stand März 2024 besteht die Flotte der Jetstar Pacific Airlines aus fünf Flugzeugen mit einem Durchschnittsalter von 8,7 Jahren:
| Flugzeugtyp     | Anzahl | bestellt | Anmerkungen  | Sitzplätze |
| --------------- | ------ | -------- | ------------ | ---------- |
| Airbus A320-200 | 5      |          | alle inaktiv | 180 186    |
| Gesamt          | 5      | -        |              |            |

### Aktuelle Sonderbemalungen
| Bemalung | Flugzeugtyp     | Luftfahrzeugkennzeichen | Zeitraum         | Bild |
| -------- | --------------- | ----------------------- | ---------------- | --- |
| Tea Plus | Airbus A320-200 | VN-A567                 | seit Januar 2017 | Bild gesucht Die Wikipedia wünscht sich an dieser Stelle ein Bild. Weitere Infos zum Motiv findest du vielleicht auf der Diskussionsseite . Falls du dabei helfen möchtest, erklärt die Anleitung , wie das geht. |

### Ehemalige Flugzeugtypen

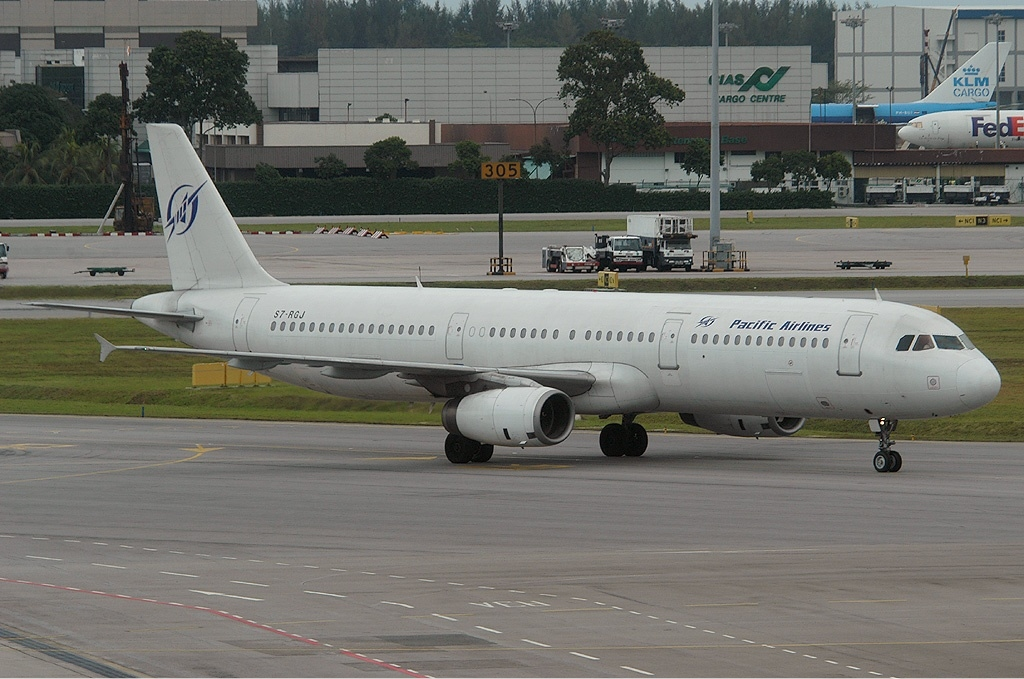
Airbus A321-200 der Pacific Airlines im Jahr 2003

In der Vergangenheit betrieb Jetstar Pacific Airlines unter anderem folgende Flugzeugtypen:
- Airbus A300-600
- Airbus A310-300
- Airbus A319-100
- Airbus A321-200
- Airbus A330-300
- Boeing 737-200/300/400
- McDonnell Douglas MD-82
- McDonnell Douglas MD-90